# 张经武
张经武（1906年9月3日—1971年10月27日），原名张仁山，男，湖南酃县人，中将军衔，曾任中华人民共和国中央人民政府驻西藏代表、中国共产党西藏工作委员会第一书记和唯一一任中华人民共和国主席办公厅主任。

## 生平

### 早年与红军时期
1906年，张经武出生于湖南酃县沔渡乡夏馆村的一个农民家庭。1919年考入位于衡阳的湖南省立第三师范学校，1925年毕业。1926年-1928年，就读于樊钟秀创办的“南阳沪案后援建国军军官学校”。1930年，加入中国共产党。1932年，来到江西苏区，担任瑞金红军学校政治营营长、军委军事教导团团长，广昌基地司令员，中央军委五局副局长，会昌教导团团长等职。
在长征期间，他担任教导师师长，军委第二野战纵队参谋长，陕甘支队第三纵队参谋长，军委二科科长等职。1936年，张经武回到瓦窑堡，6月进入红军大学一科学习。
同年8月，与张纯清、童小鹏三人被委以新任务，张经武作为红军军事联络官前往华北各省展开活动，期间会晤了冀察政务委员会委员兼河北省政府主席宋哲元、国民党第三集团军司令官兼山东省政府主席韓復榘等人。1937年4月，张经武返回延安抗大二期一大队学习。

### 抗日战争与第二次国共内战
抗日战争全面爆发后，张经武再次前往济南会晤韓復榘，双方达成协议，韩释放关押于第三集团军军法处的政治犯。同年12月，张经武到达汉口，担任八路军办事处高级参谋，协助周恩来工作。1938年8月，张经武与黎玉带领二十多人从延安前往山东，改编当地游击队，组成八路军山东纵队，张经武任指挥，黎玉任政治委员。1939年，张经武与中共沂水县委妇女部长杨岗结婚。同年11月，前往延安参加中共七大，后会议延期，张经武奉命留在延安。1942年，任陕甘宁晋绥联防军参谋长。1945年4月23日-6月11日，参加中共七大。
1946年1月10日，国共签订停战协定，并在北平设立军事调处执行部，国、共、美三方组成联合参谋部，张经武任中方联合参谋部副参谋长，参谋长为罗瑞卿。同年3月中旬，作为四人执行小组之一，赴东北调查东北冲突。1947年7月21日-23日，参加中共中央在陕北靖边县小河村召开前委扩大会议（即小河会议）。1949年2月1日，陕甘宁晋绥联防军区改称西北军区，张经武仍任参谋长。5月29日，攻占西安，张经武任西安市警备司令。同年9月25日，增设西北军区党委，张经武任第二副书记，书记、第一副书记分别是贺龙、习仲勋。

### 中华人民共和国成立后

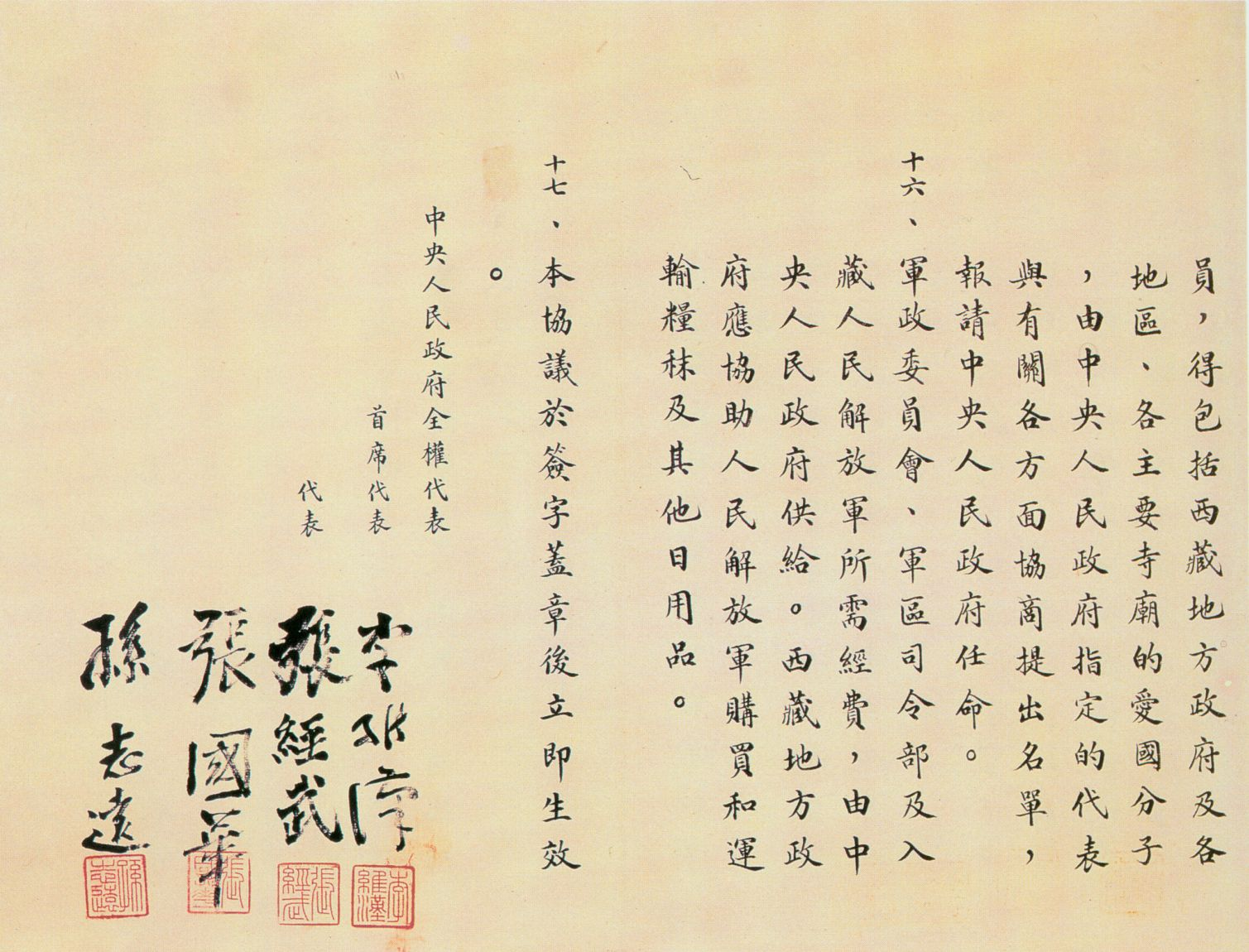
张经武在《十七条协议》上的签名

1949年11月19日，张经武被抽调到西南军区工作，着手进军西藏。1950年6月，毛泽东主席任命张经武为中央人民政府人民革命军事委员会人民武装部部长。9月19日，又被任命为中央军委办公厅主任。10月，中共取得昌都战役胜利，张经武参与了此战役的部署、领导工作。1951年4月29日至5月21日，张经武作为中央政府的代表之一，参与了与噶厦代表的谈判工作，并参与起草了协议条款。5月23日，双方签订十七条协议。
1951年6月，张经武作为赴藏代表，经新加坡转机，再经印度加尔各答、噶伦堡，7月16日到达西藏亚东与第十四世达赖喇嘛会晤，介绍协议情况。后达赖启程返回。23日，张经武前往拉萨。8月8日，抵达拉萨。9月28日，张经武带着毛泽东主席赠与达赖的礼物，到罗布林卡正式面见达赖喇嘛。10月18日、19日，张经武分别在色拉寺、哲蚌寺发放布施；24日，对拉萨居民发放布施。10月26日，18军两千五百余人由张国华、谭冠三将军率领从西康抵达拉萨；12月1日，18军一千一百多人在范明的率领下由青海抵达拉萨；20日，两支部队在布达拉宫广场举行会师大会。1952年2月10日，成立西藏军区，张经武宣读任命名单。3月7日，张经武兼任西藏工委书记。1952年3月至4月，拉萨的示威愈演愈烈，在张经武的要求下，达赖喇嘛取缔了“西藏人民会议”组织。
1953年底到1954年初，张国华、范明等人赴北京参加西藏工作讨论会，张经武没有参加，在会前他写了《自我检讨及今后工作几点意见》。7月15日，张经武陪同达赖喇嘛离开拉萨，9月4日抵达北京，参加第一届全国人民代表大会。1954年9月，他出席第一届全国人大第一次会议讨论宪法草案，期间并发言。9月11日，张经武陪同达赖喇嘛、班禅喇嘛与毛泽东主席会面。1955年，中央决定留张经武在北京。同年3月9日，在第七次国务院全体会议上，张经武作了《关于西藏地方工作的报告》。7月30日，毛泽东主席任命张经武为中华人民共和国主席办公厅主任，兼任驻西藏代表、西藏工委书记。9月27日，张经武参加国家主席授衔授勋典礼，被授予中国人民解放军中将军衔，以及一级八一勋章、一级独立自由勋章、一级解放勋章。
1956年3月，张经武陪同陈毅副总理率中央代表团前往西藏祝贺西藏自治区筹备委员会成立。4月22日至5月1日，举行筹委会成立大会。5月11日，陪同国务院副总理陈毅前往日喀则慰问。1957年，张经武被任命为西藏军区第一政委（正式任命签发于1960年1月1日）。1958年1月14日，张经武在拉萨代表工委作整风报告，他称“这次整风运动，应该是深入的反对官僚主义、宗派主义、主观主义，并结合反对大汉族主义、地方民族主义和个人主义，以达到改进工作、改进作风、改造个人、加强党内团结、做好西藏工作的目的”。同年5月23日，张经武在“庆祝西藏和平解放七周年大会”上称，“根据中央的指示，将来西藏地区的改革，必须采取自上而下的、和平协商的办法进行。现在由于西藏地区的民主改革条件还不成熟，所以中央决定在第二个五年计划内不进行民主改革，第三个五年计划期间是否实行民主改革，还要看那时西藏的实际情况”。
1958年，藏区局势逐渐恶化。1959年3月10日，拉萨发生大规模武装冲突，中国人民解放军获胜，达赖喇嘛流亡印度。3月21日，中共中央起草了《中共中央关于在西藏平叛中实现民主改革的若干政策问题的指示》，张经武将此纲领性文件，转发给西藏工委。6月19日，张经武在拉萨主持召开干部会议，对接下来的改革进行指导。10月1日，拉萨集会庆祝建国10周年，张经武发表讲话时称，“目前西藏的局势很好，民主改革运动已经形成高潮。我们必须同心同德，团结一致，为彻底消灭封建农奴制度，废除封建农奴主土地所有制，实行农民土地所有制，胜利完成民主改革任务而奋斗”。1960年3月，西藏工委召开扩大会议，张经武在会上提出从六个方面来复查是否彻底完成民主改革任务，“一查土地分配是否合理，二查群众优势是否树立，三查封建阶级威风是否打倒，四查生产措施和劳动互助是否正常发展，五查干部立场、作风是否健康，六查寺庙工作处理和安排是否妥当”。1960年3月1日《人民日报》刊登了张经武的文章《西藏民主改革的胜利》，文中称：事实证明，叛乱和平息叛乱决不是什么“民主战争”，而是一场阶级战争，是一小撮最反动的封建农奴主为了反对共产党领导广大农奴阶级翻身解放而发动的一场战争，这是一场不可调和的阶级战争。在西藏民主革命阶段，党的阶级路线是：依靠贫苦农奴和奴隶，团结中等农奴（包括富裕农奴）和一切可能团结的力量，打击叛乱的和最反动的农奴主和农奴主代理人，彻底消灭封建农奴制，消灭农奴主阶级。
1964年，由于身体原因，中共中央决定，张经武留京工作，并继续担任中共西藏工委第一书记。1965年9月西藏自治区成立，张经武以中央人民政府驻藏代表、中共西藏工委第一书记、中共中央西南局书记处书记、中央代表团副团长的身份，陪同中央代表团团长、国务院副总理谢富治率中央代表团前往拉萨祝贺西藏自治区成立，这是他最后一次回到西藏。张经武卸任工委书记后，1965年改任中共中央统战部第一副部长。
张经武是中共七大代表。第一、二届全国人大代表、第三届全国人大常委会委员。中共第八届中央候补委员，1966年在中共八届十一中全会上增补为中央委员。1955年获授中将军衔，获一级八一勋章、一级独立自由勋章、一级解放勋章。

### 文革惨死
1966年初夏，文化大革命爆发。当时张经武担任中共中央统战部副部长不到一年。1966年夏，张经武在中央统战部接见来北京接受毛主席检阅的家乡炎陵县红卫兵时说：“你们要听毛主席的话，关心国家大事，把无产阶级文化大革命进行到底。”文革爆发不久，中央统战部内便出现了三派群众组织，都自称“革命造反派”，并互相攻击。在一段时期内，张经武未明确表态支持其中哪一派。不久，中央两报一刊发表社论，要求革命领导干部站出来同红卫兵小将一起参加文化大革命。张经武因到中央统战部不久，不了解情况，仍不敢随便表态支持哪一派。这时，一位分管统战工作的领导表态支持了其中一派。张经武随即也表态支持这一派。因此他得罪了另几派。
某夜，另几派人员闯进张经武家想抓张经武，但支持的一派事前得到消息，已在事前将张经武藏起。1966年9月4日张经武躲进颐和园介寿堂，当天张经武同几个造反派组织的头头交谈。交谈中谈论了“文革”形势，并谈及江青、陈伯达等中央文革小组成员，几个造反派头头谈得多，张经武很少插话。但事后不久，中央文革小组便得知了，将这次介寿堂谈话定性为“黑会”，说张经武是“黑后台”，这成为张经武破坏“文化大革命”的“罪状”。张经武最后辗转躲到保定，陪他同去的还有其妻杨岗的侄子杨汉生。其间张经武曾想赴四川找张国华，赴山东找杨得志，但又怕万一周恩来找他，路远赶不回北京。
1966年9月21日凌晨2点，周恩来接见中央统战部几个造反派组织的头头，谈及张经武近况，批评了张经武支持一派群众组织并同该组织的头头躲起来的事。事后张经武从保定返回北京，随即给周恩来写了封信，说明自身处境，表示自己人身安全受威胁。此信通过杨汉生送到中南海。不久，周恩来将张经武接进中南海。张经武在中南海每天除了看报、听广播，无事可做。妻子杨岗常把外面的情况写成纸条，藏进送给张经武的饭盒里和面包中。这事很快被发现并报告了江青。在中央一次碰头会上，江青责问周恩来：“张经武是你保护起来的吗？”不等周恩来回答，江青又说：“张经武在中南海很不老实，他老婆经常给他传递秘密情报，专与文化大革命对抗，这样的人就该到运动中去烧烧。”中央统战部的另几派群众组织也纷纷要求张经武回中央统战部参加运动，接受批判，周恩来最后只好同意。张经武离开中南海时，周恩来明确指示：要文斗，不要武斗；只许小范围批判，不许开大斗争会，要保证张经武生命安全，管好他的生活。
张经武回到中央统战部后，一直受到密切监视。一天，张经武正在中央统战部大院里看大字报，忽然碰见外甥叶知秋。二人互相问候，最后张经武对叶知秋说：“告诉家里人，不要担心，毛主席是会说话的。”此事随后被人说成是秘密串联、订立攻守同盟，对张经武的批斗随之升级，张经武经常遭到打骂、罚跪。不久，张经武被送到北京西郊半壁店监视，随即又被关进安定门外交部干校改造而成的临时监狱。
从1967年起，张经武身负“三大罪状”，被“中央专案审查小组”立案审查。“罪状”之一是“抢档案”事件的黑后台。1967年上海一月风暴传至北京，1月14日晚，全国政协机关的一派群众组织夺了“全国政协”领导的权，消息传至中央统战部，张经武表态支持的一派群众组织派人到全国政协支持另一派反对夺取，并在当晚将全国政协档案转移。1月15日凌晨，他们又以不让对立面“抢走”档案的名义，将中央统战部档案接管并转移。为此，两派群众组织激烈争吵。事后各种谣言甚嚣尘上，有的说中央统战部领导有人指示冲档案室，抢走27箱档案；还有更离奇的说，有批绝密文件是海外统战人士、特工写的信，已落入国民党特务机关之手，致使中共在台湾的高层人士被杀等等。张经武专案组在审查“抢档案”事件时，多数当事人说张经武根本不知道该事，但张经武专案组只相信其中一位当事人为开脱自身责任而编造的此事得到张经武支持的口供。张经武专案组对张经武进行了两昼夜的车轮式审讯，并从审讯笔录中摘录编写出一份“张经武自供”，要求张经武签字。张经武始终拒不签字。
“罪状”之二是历史不清的假党员。1968年3月3日，张经武向专案组写了篇《自述》，其中谈及入党问题：“1930年4月由河南沪案后援建国军军官学校军需姚日蒸（上进），江西上饶人，政治教官管梓材介绍入党，并由三人组成校委会，我任委员。”而张经武1940年填写的《履历表》及1940年12月写的《自传》中都说：“1930年4月于河南许昌经姚上进（日蒸）、刘同德两人介绍入党，候补期三个月。”两者主要区别是，介绍人之一前者是刘同德，后者是管梓材。专案组没查到张经武1940年12月写的《自传》，便按他写的《自述》到南京档案馆及南京监狱查档案，找到一封管梓材致张经武未发出的信，得知姚日蒸已死，管梓材尚活着。他们找到管梓材，管梓材表示：“那时我连党员都不是，怎么能介绍他入党呢？”专案组随即突审张经武，逼他承认是假党员。张经武没有承认，自称是记忆有误。
“罪状”之三是刘、邓修正主义路线在西藏的忠实执行人。专案组多次审讯，要张经武交代在西藏执行刘、邓修正主义路线的罪行。张经武回答：“去西藏，是毛主席派我去的，是中共中央决定的。去西藏前，毛主席还找我谈了两三个小时。西藏工作的大政方针，也是毛主席定的，是西藏和中央双方谈判定下来的，我执行的都是毛主席的路线。你们不相信，可以去问毛主席。”专案组审不出来，便以“打态度”为名体罚张经武，逼他写“交代”，张经武拒绝写。
张经武被抓的同时，妻子杨岗被关入秦城监狱。专案组刑讯逼供，杨岗精神失常。专案组通过诱供、逼供，迫使杨岗根据专案组的需要，写出一份张经武的材料，材料中说，张经武参与贺龙搞的“二月兵变”，准备兵变成功后，贺龙当主席，张经武当总理。专案组随即要求张经武交代想当总理的阴谋。
最后张经武对专案组要求他交代的一切问题都不予理睬，保持沉默。专案组乃频繁对张经武严刑拷打。张经武写给毛泽东和周恩来的全部信件都被专案组扣下不准上呈。一天，张经武趁看守不备，用头猛撞暖气管，鲜血直流。从此他和看守的关系更加紧张。双方由对骂发展到对打。张经武被看守打得一只胳膊脱臼，另一只胳膊骨折。张经武随后绝食一星期。在这期间，专案组未向上级如实汇报张经武的情况。直到第八天，即1971年10月27日，张经武心力衰竭并休克，专案组紧急将他送进三里屯附近北京卫戍区警卫二师医院。抬进医院半小时后，张经武死亡。医院的病历上写着：“患者56号，企图自杀，自撞墙自杀未成，将右臂撞伤，左肘关节脱臼。5月1日送积水潭医院……”为推卸责任，给中央统战部发的死亡通知书上则写着：“张经武因心脏病复发，抢救无效，于10月27日去世。”
1978年冬，中共十一届三中全会召开。张经武的妻子杨岗从秦城监狱获释后不久，便带子女四处奔走，以查清张经武的死因、为张经武平反。北京卫戍区警卫二师医院副院长及内科、外科负责人都介绍了张经武病死的真实情况。在邓小平、叶剑英、徐向前、聂荣臻等领导人，以及全国人大常委会副委员长李井泉、中共中央组织部部长胡耀邦的关心下，张经武最终获得平反。但他的骨灰早在1971年前便被弄丢。
1979年9月27日，中共中央、中央军委在全国政协礼堂为张经武举行平反昭雪追悼大会。胡耀邦代表中共中央、中央军委致悼词，悼词说：“张经武同志是中国共产党的优秀党员，是无产阶级的忠诚战士，中国人民解放军经验丰富的领导干部。”“张经武同志的一生，是革命的一生，战斗的一生。”

## 家庭
- 妻：杨岗
- 女：张华岗
- 养子：张华川，1952年生于四川成都，是李井泉、肖里夫妇最小的儿子。生下后随即过继给张经武，暂由李井泉夫妇代养，张经武夫妇给养子取名张华川。1954年，张经武奉命陪十四世达赖到北京参加第一届全国人民代表大会，途经成都时，李井泉将张华川交给张经武。张华川随养父张经武到北京。文革期间，张华川被关进北京市公安局“黑帮子女学习班”劳动改造。1971年后，张华川回到家乡江西临川唱凯公社仓下村。1973年，李井泉在毛泽东关怀下被解除监护，恢复国家领导人待遇，张华川考入天津南开大学。2006年，张华川编写的画册《张经武与西藏的解放事业》出版。[12]

### 引用
1. ↑  星火燎原编辑部.  第一卷. 北京: 解放军出版社. 2007: 329. ISBN 7-5065-5031-8 （中文（简体））.
2. ↑  . 中国共产党历史网. 2014-04-01  [2015-05-27]. （原始内容存档于2015-05-28）.
3. ↑  . 中华网. 2015-05-28  [2015-06-07]. （原始内容存档于2015年6月7日）.
4. ↑  . 中国新闻网. 2015-04-23  [2015-06-07]. （原始内容存档于2020-05-29）.
5. ↑  徐向前. . 解放军出版社. 1987年: 675. ISBN 7506501260 （中文（简体））.
6. ↑  张明金、刘立勤. . 北京: 解放军文艺出版社. 2010: 209. ISBN 978-7-5033-2252-5.
7. ↑  Melvin C. Goldstein.  Vol.2. University of California Press. 2009: 51.
8. ↑  张希坡著. . 北京：中共党史出版社. 2009.08: 657. ISBN 978-7-5098-0341-7.
9. ↑  . 西藏昌都. 2014-03-13. （原始内容存档于2017-01-11）.
10. 1 2 3 4 5 6 7 8 9 10 11 12  王锡堂、谢协农，中央统战部副部长张经武之死，炎黄春秋2003年第10期
11. ↑  . 中国政府网. 2009-02-20. （原始内容存档于2020-04-12）.
12. 1 2  . 中国共产党历史网. 2014-12-18. （原始内容存档于2017-01-10）.
13. ↑  . 老年生活报. 2012-02-10  [2015-06-07]. （原始内容存档于2020-05-29）.